# Połowite (przystanek kolejowy)
Połowite – zamknięty przystanek osobowy a dawniej stacja kolejowa w Wielkim Dworze na linii kolejowej nr 222 Małdyty – Malbork, w województwie warmińsko-mazurskim.